# پرواز ۴۲۲ خطوط هوایی کویت
پرواز شماره ۴۲۲ خطوط هوایی کویت، یک جت جامبوی بوئینگ ۷۴۷ بود که در مسیر پرواز از بانکوک، تایلند به کویت در ۵ آوریل ۱۹۸۸ ربوده شد و به بحران گروگان‌گیری‌ای منجر شد که ۱۶ روز به طول انجامید و سه قاره را دربر گرفت. این هواپیماربایی توسط چند چریک لبنانی انجام شد که خواستار آزادی ۱۷ زندانی شیعه در کویت بودند؛ زندانیانی که به دلیل دست داشتن در بمب‌گذاری‌های کویت در سال ۱۹۸۳ بازداشت شده بودند. در جریان این حادثه، هواپیما که ابتدا مجبور به فرود در مشهد شده بود، در مجموع مسافتی حدود ۵٬۱۰۰ کیلومتر را طی کرد و به لارناکا در قبرس و در نهایت به الجزیره رسید.
کویت برای مذاکره با گروه هواپیماربایان نمایندگانی اعزام کرد، اما مذاکرات به دلیل امتناع تروریست‌ها از آزاد کردن گروگان‌ها به بن‌بست رسید.  در طول این محاصره، دو گروگان کشته شدند تا اینکه در نهایتا بحران در ۲۰ آوریل در الجزیره به پایان رسید. هواپیماربایان -که کویت گمان می‌برد وابسته به سازمان حزب‌الله مستقر در لبنان باشند- اجازه یافتند خاک الجزایر را ترک کنند. این بحران، که ۱۶ روز به طول انجامید، به یکی از طولانی‌ترین هواپیماربایی‌های جهان تبدیل شد. این رویداد همچنین الهام‌بخش یک محاصره مسلحانه کوتاه در یک دبیرستان در ایالات متحده شد که چند روز بعد رخ داد.

## هواپیماربایی اولیه و پرواز به ایران
در ۵ آوریل ۱۹۸۸، پرواز شماره ۴۲۲ کویت ایرویز از فرودگاه بین‌المللی دون موئنگ در بانکوک با ۱۱۲ مسافر، از جمله سه عضو خانواده سلطنتی کویت، به مقصد کویت به پرواز درآمد. خدمه پرواز شامل کاپیتان صبحی نعیم یوسف (۵۳ ساله، اهل عراق)، کمک‌خلبان عید العزمی (۳۱ ساله، کویتی) و مهندس پرواز عیاد الشمیلان (۴۳ ساله، کویتی) بودند.
حدود سه ساعت پس از پرواز، بر فراز دریای عرب، چند مرد لبنانی مسلح به اسلحه و نارنجک کنترل هواپیما را به دست گرفتند. یکی از مسافران بعدها نقل کرد که هواپیماربایان گفته بودند: «نگران نباشید، ما فقط دنبال گرفتن حقوقی هستیم که دولت کویت از ما دریغ کرده است.»
هواپیماربایان خلبان را مجبور کردند به سمت ایران پرواز کند. در ابتدا مقامات ایرانی به هواپیما اجازه فرود ندادند، اما پس از مطلع شدن از کاهش شدید سوخت، به آن اجازه فرود در مشهد را دادند. پس از فرود در مشهد، هواپیماربایان خواسته خود را برای آزادی ۱۷ چریک شیعه که به دلیل مشارکت در بمب‌گذاری‌های سال ۱۹۸۳ در کویت زندانی شده بودند، مطرح کردند. آن‌ها همچنین تهدید کردند که در صورت نزدیک شدن هر کسی به هواپیما، آن را منفجر خواهند کرد و اگر خواسته‌شان برآورده نشود، سه عضو خانواده سلطنتی کویت را خواهند کشت.
گزارش‌ها حاکی از آن بود که تعداد هواپیماربایان شش یا هفت نفر بود و یکی از آن‌ها حسن عزالدین بود، فردی که پیش‌تر در هواپیماربایی پرواز ۸۴۷ ترنس‌ورلد در سال ۱۹۸۵ نقش داشت. پس از مذاکراتی با نخست‌وزیر وقت ایران، ۲۵ گروگان آزاد شدند؛ شامل یک مرد مبتلا به بیماری قلبی در روز ۵ آوریل و ۲۴ زن در روز بعد. همچنین، در ۷ آوریل، پس از آن‌که دولت کویت یک تیم مذاکره‌کننده به ایران اعزام کرد، ۳۲ گروگان دیگر اجازه یافتند هواپیما را ترک کنند.
با این حال، به دلیل حمایت کویت از عراق در جنگ ایران و عراق، روند مذاکرات با مانع مواجه شد و هیچ گروگان دیگری در ایران آزاد نشد. هواپیماربایان با تهدید به پرواز با باک تقریباً خالی و تیراندازی به سوی مأموران امنیتی، مقامات را مجبور به سوخت‌گیری مجدد هواپیما کردند.

## قبرس، الجزایر و مرگ گروگان‌ها
هواپیما در ۸ آوریل از مشهد برخاست، اما اجازه فرود در بیروت در لبنان و دمشق ، سوریه را دریافت نکرد. پس از حدود هفت ساعت، مقامات قبرس اجازه فرود در فرودگاه لارناکا را صادر کردند و مذاکرات در آنجا ادامه یافت. مقامات قبرس و سازمان آزادیبخش فلسطین (ساف) با هواپیماربایان وارد گفتگو شدند که در نتیجهٔ آن، یک گروگان در ۹ آوریل آزاد شد. دوازده نفر دیگر نیز در ۱۲ آوریل آزاد شدند.
اما در همین بازه زمانی، دو مسافر کویتی به نام‌های عبدالله خالد‌ی (۲۵ ساله) و خالد ایوب بندر (۲۰ ساله) توسط هواپیماربایان به ضرب گلوله کشته و اجسادشان روی باند فرودگاه در قبرس رها شد؛ این اتفاق زمانی رخ داد که هواپیماربایان درخواست سوخت بیشتری کردند. همچنین خلبان همچنین از مواردی از ضرب‌وشتم مسافران گزارش داد.
هواپیماربایان تهدید کردند که در صورت عدم آزادی زندانیان، هواپیما را به کاخ سلطنتی کویت خواهند کوبید و چیزی را که «کشتار آرام و تدریجی» نامیدند، اجرا خواهند کرد. در یکی از موارد، آن‌ها ادعا کردند که آماده مرگ شده‌اند؛ کفن بر تن کرده و نام هواپیما را به «هواپیمای شهیدان بزرگ» تغییر دادند. این اقدام منجر به درگیری لفظی با برج مراقبت شد، زمانی که یکی از مقامات برج، هواپیما را همچنان با شماره پروازش خطاب قرار داد.
هواپیما سوخت‌گیری شد و در تاریخ ۱۳ آوریل بار دیگر به پرواز درآمد؛ این بار به مقصد الجزایر که به آن اجازه فرود داده بود. هفته پایانی این هواپیماربایی در فرودگاه هواری بومدین الجزیره سپری شد. الجزایر -که در حل بحران گروگان‌گیری سفارت آمریکا در تهران در سال ۱۹۸۱ نقش کلیدی داشت- بلافاصله پس از فرود هواپیما، مذاکرات با هواپیماربایان را آغاز کرد. هواپیما ابتدا در نزدیکی ترمینال پارک شد، اما با ورود هواپیمای حامل رئیس‌جمهور زامبیا، کنت کائوندا، به دلایل امنیتی موقتاً به نقطه‌ای دیگر منتقل شد.
در ۱۴ آوریل یکی از گروگان‌ها که دیابت داشت، به نام جمعه عبدالله شطی، آزاد شد و ۳۱ نفر دیگر در هواپیما باقی ماندند. پس از آن، این گروه بیانیه‌ای صادر کرد که در آن گفته شده بود: «ما راهزن نیستیم. ما مردانی پایبند به اصول هستیم.» 

سپس از طریق برج مراقبت دو نفر از مسافران باقی‌مانده فرودگاه الجزیره صحبت کردند و از مسئولان خواستند که به خواسته‌های هواپیماربایان تن دهند، در غیر این‌ صورت ممکن است گروگان‌های باقی‌مانده کشته شوند. گزارش‌هایی از بدرفتاری با مسافران نیز منتشر شد؛ از جمله اینکه گفته می‌شد افراد برای صحبت کردن بدون اجازه کتک می‌خورند، هرچند این ادعاها به‌طور مستقل تأیید نشدند.
در ۱۶ آوریل درخواست دیگری برای سوخت مطرح شد. گزارش شده بود که مقامات الجزایر، به درخواست دولت‌های کویت و عربستان سعودی، هواپیما را همچنان در زمین نگه داشته‌اند، اما مذاکرات زمانی به بن‌بست رسید که دو طرف به توافقی نرسیدند. الجزایر این شکست را ناشی از «سرسختی» دولت کویت در امتناع از مذاکره درباره آزادی ۱۷ زندانی دانست.
در ۱۸ آوریل، اعضای تیم ملی فوتبال کویت پیشنهاد دادند که جای گروگان‌ها را بگیرند. در همان روز، یکی از اعضای خاندان سلطنتی کویت که در هواپیما در بازداشت بود — شاهزاده فضل الصباح — از دولت کشورش خواست تا زندانیان را آزاد کند.

## آزادی گروگان‌های نهایی و پیامدهای آن
این گروه آخرین گروگان‌های خود را در ۲۰ آوریل آزاد کرد و سپس خود را به مقامات الجزایری تسلیم نمود. کویت ۱۷ زندانی را آزاد نکرد و به هواپیماربایان اجازه داده شد تا الجزیره را ترک کنند. با این حال، آنها قبل از تسلیم شدن، بیانیه‌ای صادر کردند و گفتند که به مبارزه برای آزادی زندانیان ادامه خواهند داد. آنها بعداً به مقصدی نامعلوم پرواز کردند. در پایان، این بحران ۱۶ روز به طول انجامید که آن را به یکی از طولانی‌ترین سرقت‌های هوایی در جهان تبدیل می‌کند.
با پایان بحران گروگان‌گیری، مسافران باقی‌مانده با هواپیما به کویت بازگردانده شدند. دو کویتی که در جریان هواپیماربایی کشته شدند، در مراسمی با حضور بیش از ۲۰۰۰ نفر به خاک سپرده شدند. در ۲۵ آوریل، مجله تایم گزارش داد که بسیاری از رهبران خاورمیانه این هواپیماربایی را محکوم کرده‌اند زیرا این اقدام توجه را از قیام فلسطینیان علیه اسرائیل که چند ماه قبل آغاز شده بود، منحرف کرده است.  همچنین روابط پرتنش بین ایران و سازمان آزادیبخش فلسطین را خدشه‌دار کرد. دولت کویت معتقد بود که این هواپیماربایی کار حزب‌الله، گروه شیعه طرفدار ایران مستقر در لبنان، بوده است.
بسیاری از مسافران آزاد شده ادعا کردند که ایران با تهیه سلاح و مواد منفجره در زمانی که هواپیما در فرودگاه مشهد بود، به هواپیماربایان کمک کرده است. خالد ناصر ظفری، افسر امنیتی کویت، گفت که پس از فرود در ایران، چندین مرد دیگر سوار هواپیما شدند. «آنها یک مسلسل دستی و مواد منفجره‌ای که قبلاً نداشتند، آماده کردند. آنها خود را به عنوان کارگر نظافت جا زده بودند، اما عملکردشان آنقدر بد و غیرحرفه‌ای بود که بیشتر ما در گوش هم زمزمه می‌کردیم: «اینها حتماً ماموران امنیتی ایرانی هستند.» مسافران گفتند که هواپیماربایان قبل از پایان محاصره، سطوح هواپیما را از اثر انگشت پاک کردند و سایر شواهد شناسایی را از هواپیما خارج کردند، در حالی که کاپیتان صبحی یوسف، خلبان هواپیما، به خبرنگاران گفت که تا زمان آزادی‌اش از مرگ دو مرد کویتی بی‌اطلاع بوده است.
این آدم‌ربایی منجر به حادثه‌ای در دبیرستان سن گابریل در سن گابریل، کالیفرنیا در ۲۶ آوریل ۱۹۸۸ شد. زمانی که دانش‌آموز جفری لین کاکس با یک تفنگ نیمه‌خودکار، دانش‌آموزان کلاس علوم انسانی را به مدت بیش از ۳۰ دقیقه گروگان گرفت. کاکس که همکلاسی‌هایش را تهدید به مرگ کرده بود، توسط همکلاسی‌هایش سرکوب و سپس توسط پلیس بازداشت شد. یکی از دوستانش بعداً به مطبوعات گفت که کاکس از هواپیماربایی و رمان خشم (Rage ) نوشته‌ی استیون کینگ در سال ۱۹۷۷ الهام گرفته بود.
هواپیمای مورد استفاده در این هواپیماربایی، با شماره ثبت 9K-ADB، پس از پایان بحران به خدمت بازگردانده شد و تا سال ۱۹۹۸ مورد استفاده قرار گرفت. در سال ۲۰۰۸، این هواپیما با شماره ثبت جدید N309MF به بانک «ولز فارگو نورث‌وست» تحویل داده شد. در نهایت، این هواپیما به حال خود رها شد و در فرودگاه بین‌المللی ملک خالد (در عربستان سعودی) بدون استفاده باقی ماند.